# Madonna van Foligno
De Madonna van Foligno (Italiaans: Madonna di Foligno) is een schilderij van de Italiaanse renaissanceschilder Rafaël uit 1511-1512. Het is ongeveer drie meter hoog en twee meter breed. Het behoort tot de collectie van de Vaticaanse Musea in Vaticaanstad.

## Beschrijving
Het schilderij is een creatieve variatie op de sacra conversazione. De maagd Maria en het Christuskind verschijnen in een visioen aan de opdrachtgever Sigismondo Conti, secretaris en kamerling van paus Julius II. Hij wordt begeleid door zijn patroonheilige Hiëronymus, terwijl links Johannes de Doper in het gezelschap van Franciscus van Assisi de kijker op het visioen wijst. De heiligen vormen zo de verbinding tussen de aarde en de hemel. De Madonna bevindt zich in  een stralenkrans die wordt omgeven door een blauwe wolk van cherubijnen die naar beneden toe geleidelijk overgaat in een atmosferisch landschap met een onweerslucht. Volgens de gangbare interpretatie beeldt het landschap de aanleiding voor de opdracht tot het schilderij uit: Conti's huis in Foligno was ongehavend gebleven bij een explosie, die werd veroorzaakt door de inslag van een meteoriet of bolbliksem. Als dank voor deze goddelijke interventie liet hij dit ex voto maken. Er zijn echter ook andere verklaringen gegeven voor de halfcirkelvormige lichtstraal. De staande engel tussen de beide heiligen houdt een schild vast waarop de geplande inscriptie ontbreekt, mogelijk omdat de opdrachtgever was overleden voordat het schilderij voltooid was. Dit maakt het waarschijnlijk dat het in de jaren 1511-1512 is geschilderd. Bovendien lijken de engeltjes veel op die van de Sixtijnse Madonna uit dezelfde tijd.
Het kleurgebruik en de sfeer van het landschap zijn beïnvloed door de Venetiaanse kunst van schilders als Giovanni Bellini, Giorgione en de jonge Titiaan, waarvoor Rafaël al eerder belangstelling had getoond. Het British Museum bezit een voorstudie voor de Madonna met Kind op dit altaarstuk. Van de vele tekeningen die van Rafaël bewaard zijn gebleven, is dit de enige die op blauwgetint papier is gemaakt. Omdat het in Venetië gebruikelijk was om studies op dergelijk papier te maken, kan Rafaël deze gewoonte tijdelijk hebben overgenomen van de Venetiaanse kunstenaar Sebastiano del Piombo, die kort ervoor in 1511 naar Rome was gekomen.
De voorstelling is daarentegen door en door Florentijns. Net als Rafaëls eerdere Madonna's herinnert de Maria met Kind aan werken van Leonardo da Vinci en Michelangelo, maar de compositie en de zwevende Madonna vertonen vooral overeenkomsten met de Carondelet-Madonna, het altaarstuk in de Kathedraal van Besançon, dat Fra Bartolommeo, met wie Rafaël bevriend was, rond dezelfde tijd schilderde. De Madonna van Foligno was een inspiratiebron voor Titiaans Gozzi-altaarstuk uit 1520. Titiaan maakte er een dramatischer werk van met een grotere dieptewerking in de wolkenlucht.

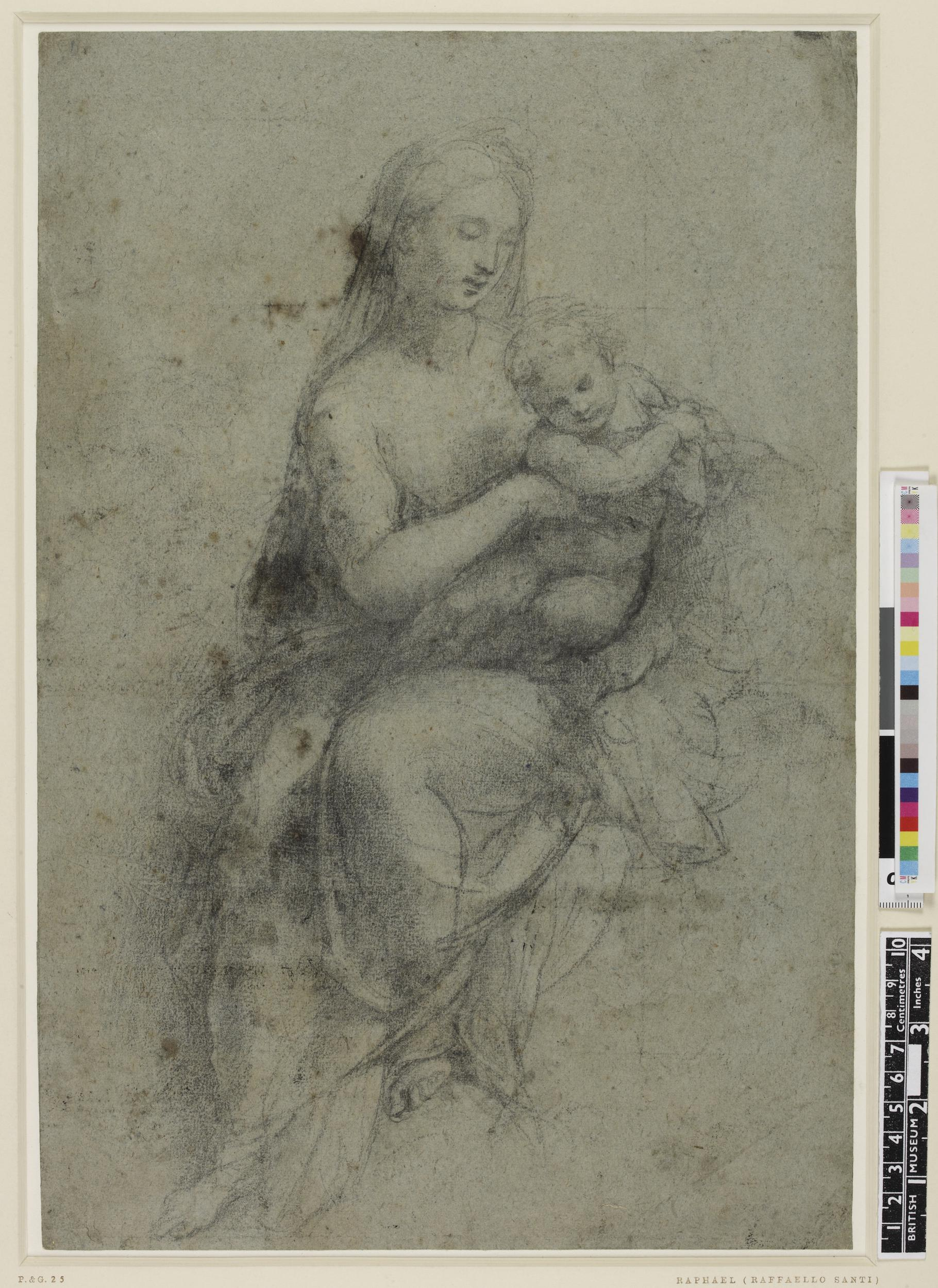
Studie voor Maria met Kind, British Museum, Londen
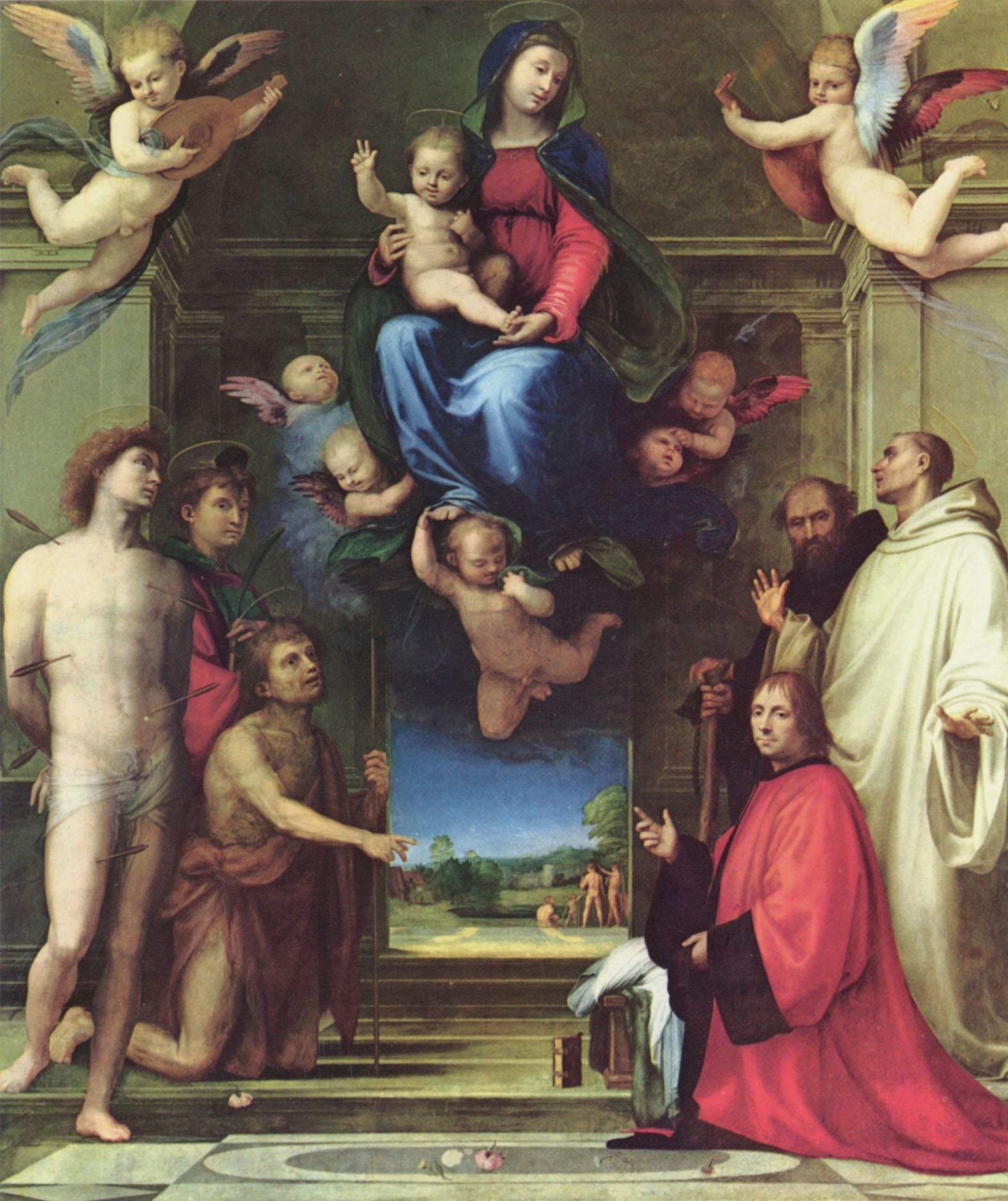
Fra Bartolommeo, Carondelet-Madonna, 1511-1512, Kathedraal van Besançon
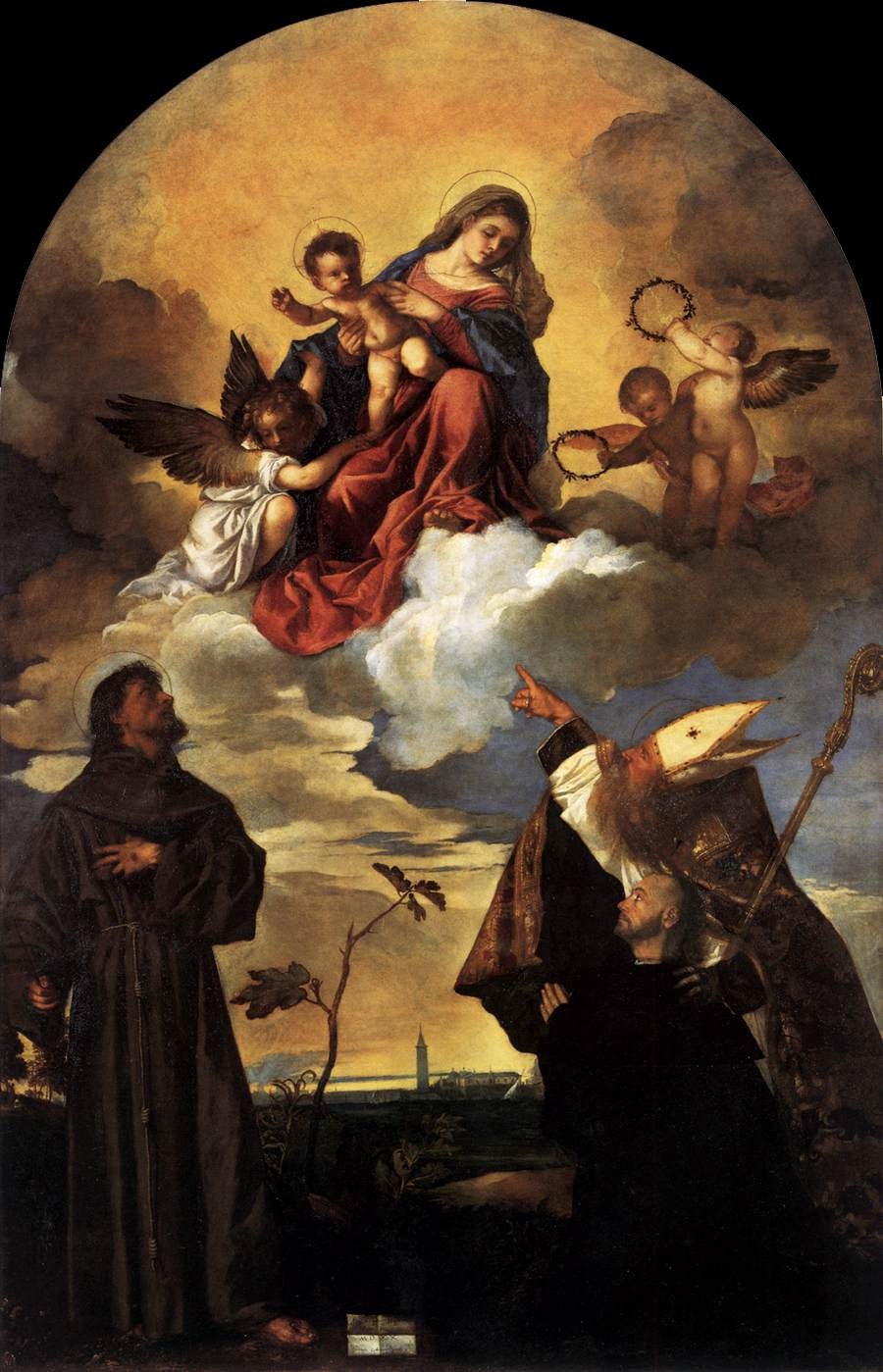
Titiaan, Gozzi-altaarstuk, 1520, Museo della città, Ancona

## Herkomst
Het schilderij werd geschilderd voor het hoofdaltaar van de kerk Santa Maria in Aracoeli, waar de opdrachtgever, Sigismondo Conti, die op 18 februari 1512 overleed, werd begraven. In 1565 liet zijn kleindochter Anna, de abdis van het Monastero delle Contesse in Foligno, het altaarstuk naar dit klooster verplaatsen. Als oorlogsbuit van Napoleon belandde het werk in Parijs, waar het op doek werd overgebracht. In 1816 keerde het door bemiddeling van Antonio Canova terug naar Italië en werd het door het Vaticaan aangekocht van het nonnenklooster.